# Paracaleana
Paracaleana là một chi thực vật có hoa trong họ Lan.